# DIL-161 Site
 (juillet 2020).
Le DIL-161 Site est un site archéologique américain situé dans le borough de Lake and Peninsula, en Alaska. Protégé au sein des parc national et réserve de Katmai, il est inscrit au Registre national des lieux historiques depuis le 22 janvier 2007.